# Col de Santo Stefano
Il Col Santo Stefano (in corso Bocca di Santu Sefanu) (368 m) è un passo che collega la piana orientale corsa con San Fiorenzo, il passo si trova tra la valle del Bevinco e quella dell'Aliso tra i paesi di Murato e Oletta nella Corsica settentrionale, è attraversato dalla RD 5.